# Boda Gábor (szobrász)
Boda Gábor (Lubotény, 1907. május 13. – Budapest, 1984. január 25.) magyar ötvös és szobrász.

## Visszaemlékezései
„...Apám Boda János, hetedik gyerek családjában - ikerrel jött... Anyám nagybányai Józsa Anna, hetedik gyermeke családjának - ikerrel jött. Ő is!...

Tőlük születtem én, három foggal és háromévi némasággal...

Kilencéves koromban egy véreb beoltott. A négy polgári iskola nehéz elvégzése után Apám szakácstanoncnak adott. Indokolta, hogy újabb háború esetén nem kerülök a tűzvonalba...

Három hét múlva már telefonműszerész-tanonc voltam. Nyolc hónap múlva ott hagytam, hogy egy gipszszobrász-műhelyben a szobrászat mesterségét megismerjem. De mivel az «isme» csak kiskocsihúzásból állott, elszegődtem a fővárosi iparrajziskolába, hol velünk kezdődött meg a rendszeres tanoncoktatás-nevelés.

Tizennégy hónap múlva már az iparművészeti iskolán vagyok. Ezen időpontig három szerződésbontást és ugyanannyi kitagadást éltem át.

Ebben az iskolában sem jutottam tovább egy évnél, amennyiben az összes elméleti tárgyakból elbuktam, a szobrászatból, pedig kitüntető elismerést kaptam. Ismételni kellett volna az évet, tehát fölvételiztem a képzőművészeti főiskolára, ahová „levél” nélkül felvettek. :Négy évét elvégeztem, utána három évig a művésztelepen voltam dr. Medgyessy Ferenc szobrászművész úrnál. Jelenleg ismét a főiskolán vagyok, mint továbbképzős szobrász.”

## Életpályája
Az Iparrajziskolában kőfaragó-tanonc volt. (1925-1926): Iparművészeti Iskola,
díszítőszobrász szakán, Mátrai Lajos; majd: a Képzőművészeti Főiskolán Bory Jenő, és Sidló Ferenc növendéke volt (1927-1930),Több évig Medgyessy Ferenc műtermében dolgozott.
1934-től már a KUT művészegyesület rendszeres kiállító tagja volt. Az 1940-es években együttműködött a népi írókkal, néhányukról portrét is készített (pl. Szabó Dezső, 1940; Veres Péter, 1942).
Első épületszobrászati megbízását 1937-ben kapta (Postás Nyugdíjas Otthon domborműve, Bp. XIV. Cházár András utca 6 (Rimanóczy Gyula és Hönsch László építészek alkotása). Nevét a központi Postapalota (később Közlekedés- és Postaügyi Minisztérium., Bp. Dob utca 75/81) homlokzatára készített műve, egy figurális szoborcsoport tette igazán ismertté (1940). 
Monumentális körplasztikái és domborművei – amelyek többnyire a történelmi múltat stiláris érzékenységgel és lírai átéléssel idézik –a magyar népi realizmus kiemelkedő alkotásai. Zárt, tömbszerű, erőteljes plasztikában egyaránt felhasználta a keleti és európai művészet, valamint a népi faragások hagyományait.
1945 után dekoratív épületplasztikákat és figurális kompozíciókat alkotott. Számos portré büsztöt is mintázott, elsősorban a magyar népi írók arcvonásait örökítette meg. 1954-ben megbízást kapott hat kőrelief ill. gipszdombormű faragására a budapesti II. Rákóczi Ferenc Hadiakadémia előcsarnoka számára. Kisebb ötvöstárgyakat készített ezüstből. Mintázott érmeket, plaketteket. Készített terveket étkészletekhez is. Az ötvenes években a Budapesti Történeti Múzeum restaurátoraként dolgozott.
Fontosabb művei még: a salgótarjáni tanácsháza homlokzati domborműve (1952), a dunaújvárosi Rendelőintézet plasztikái (1953), a tatai Katonai Iskola domborművei (1950-es évek), a mátyásföldi Rákóczi Ferenc Hadiakadémia domborművei (Bp., 1972), Pásztorkút (Debrecen, 1979) stb. Több művét őrzi a Magyar Nemzeti Galéria (Pl. Cigányasszony, Leányfej, Vizsgálódó paraszt). Kisplasztikáinak többsége magántulajdonban van.
„Medgyessy Ferenc művészete erősen hatott rá, de mellette változatos művészi hatások segítették egyéni szobrászi stílusának kialakulását. Korai szobrait a tömbszerű formákba foglalt, aprólékosan kidolgozott részletek jellemzik. Később tudatosan tanulmányozta a korábbi idők szobrászatát, elsősorban az egyiptomi, mezopotámiai, mexikói plasztika alkotásait. Az ötvenes években érdeklődése a népvándorlás kori művészet ornamentikája felé fordult. Néhány - a korszakban keletkezett - plasztikai alkotásán megnőtt az egymáshoz kapcsolódó dekoratív motívumok szerepe. Munkássága nagy hatással volt a század második felének magyar épületplasztikájára. A hatvanas években mintázott portrészobrai (pl: Krúdy Gyula portréja) realista szellemben fogantak.”
Verseket is irt, elsősorban a Nyugat című. Folyóirat számára. Kb. 1500 szonett maradt fenn kéziratos hagyatékában.

## Művei

### Köztéri alkotásai
- 1937, Postás Nyugdíjas Otthon (Budapest, XIV. Cházár András utca 6) Főhomlokzat domborműve.
- 1940. Budapesti Postaigazgatóság és Erzsébet Automata Távbeszélőközpont (Jelenleg: APEH Kiemelt Adózók Igazgatósága /APEH KAIG/, Budapest, VII. Dob utca 75-81) Figurális szoborcsoport kőből. A szoborcsoport főalakja Szent István, akinek figuráját a következő megszemélyesített alakok övezik: ősmagyar hírvivő, aranybulla /II.Endre/, művészet, tudomány, politika, katonaság, technika, mezőgazdaság.
- 1951. Budapest Ipari Iskola. Kő figurális plasztika
- 1952. Dunaújváros, Vasmű utca 10. Rendelőintézet aulájában. „Anyaság” színes kerámia - 180 cm. magas - szobor.
- 1954. II. Rákóczi Ferenc Katonai Akadémia. Történelmi alakok: II. Rákóczi Ferenc, Thököly Imre, Esze Tamás, Zrínyi Miklós, Vak Bottyán. (kő reliefek és gipsz szobrok)
- 1956. Budapest XII. Alkotás utca, volt MOM Székház homlokzatán sarokreliefek. (Alkotás utcai oldalán állt a dór oszlopokkal közrefogott bejárati előépítmény. Az alul sávos, kőlapokkal burkolt földszint fölött vakolt emeleti szintek voltak, a négy sarkon egy-egy emelet magas, kőből faragott domborművel. Boda Gábor alkotásai a geodézia, az optikai ipar motívumait ábrázolták stilizált formában.).
- 1959. Kecskemét Körösi Csoma Sándor Gimnázium. Díszítő reliefek, kő.
- 1959. Inota. Díszkút kőből.
- 1967. Szécsény, Városháza előtti park. Krúdy Gyula szobra.
- 1972. Budapest, Kereskedelmi Kamara. Pillér reliefek kőből.Boda Gábor 1954

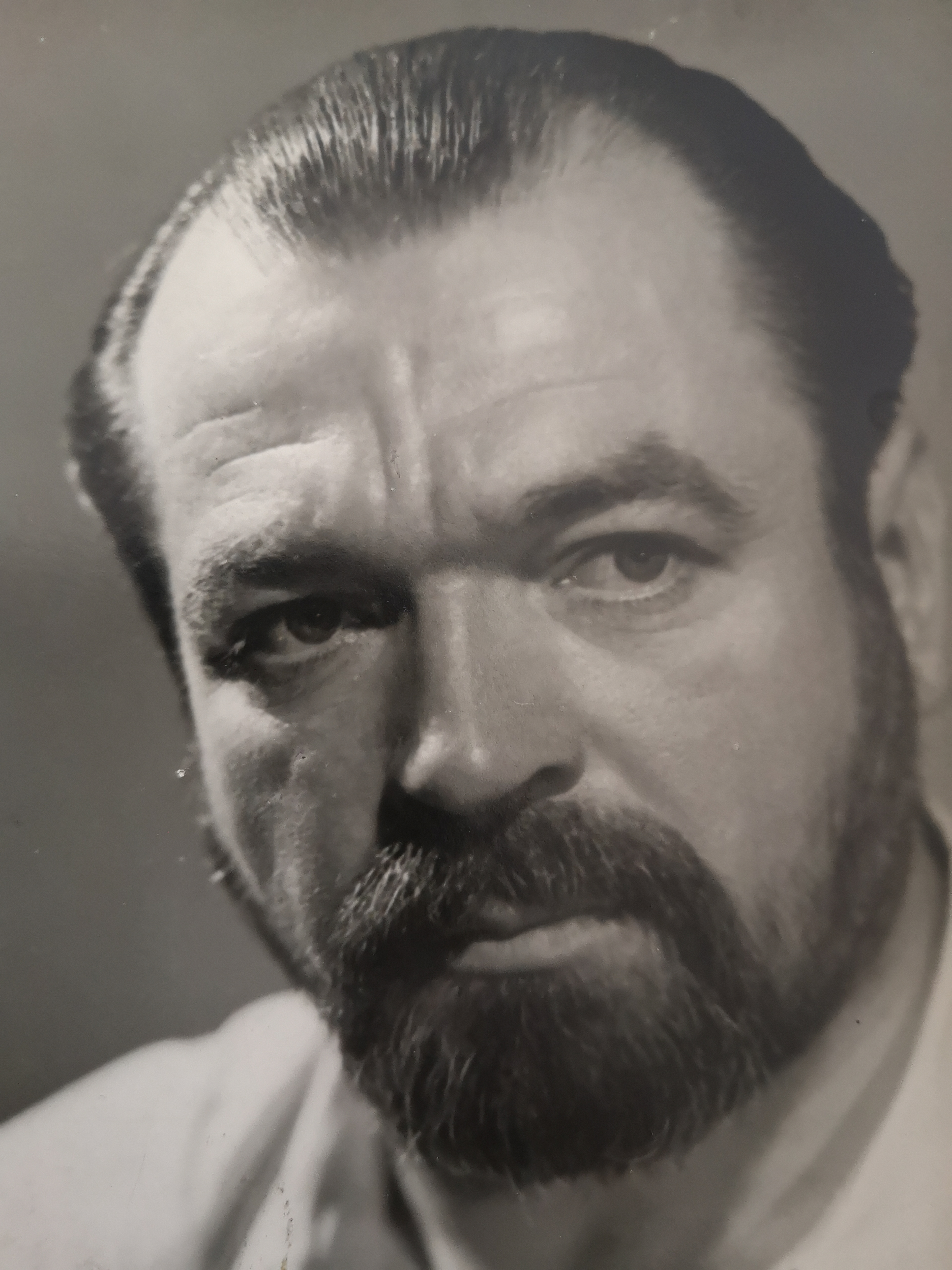
Boda Gábor 1954

- 1980. Debrecen, Lékai János tér. Pásztor-kút.

### Művek közgyűjteményekben
- Pécs, Kortárs Gyűjtemény
- Budapest Nemzeti Galéria (Pl. Cigányasszony, Leányfej, Vizsgálódó paraszt).

### Művek magángyűjteményekben
- 1937. Jerikói kürtös (bronz kisplasztika 22 cm.)[9]

### Egyéni kiállítások
- 1983. Gödöllő, Városi Galéria.
- 1984. Kiskunhalas

### Képgaléria

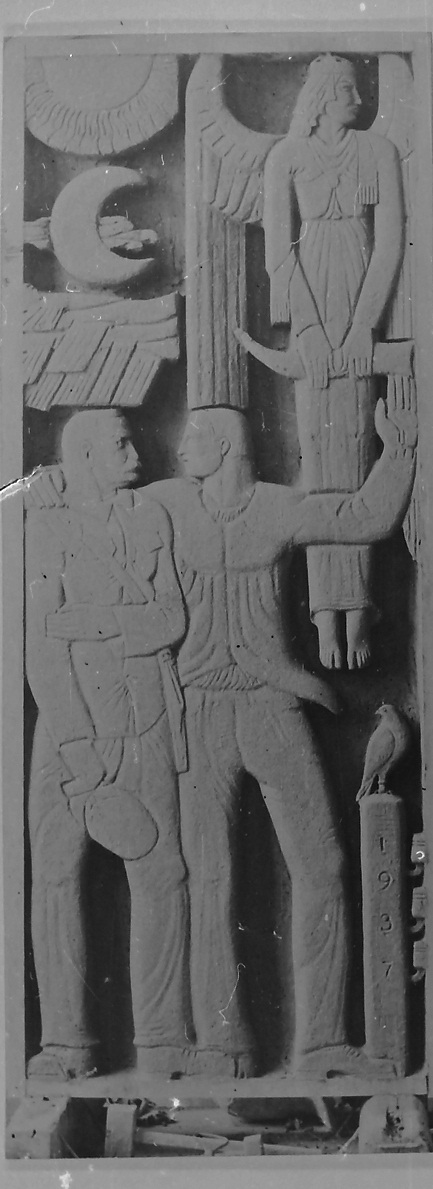
Postás Nyugdíjas Otthon dombormű. 1937
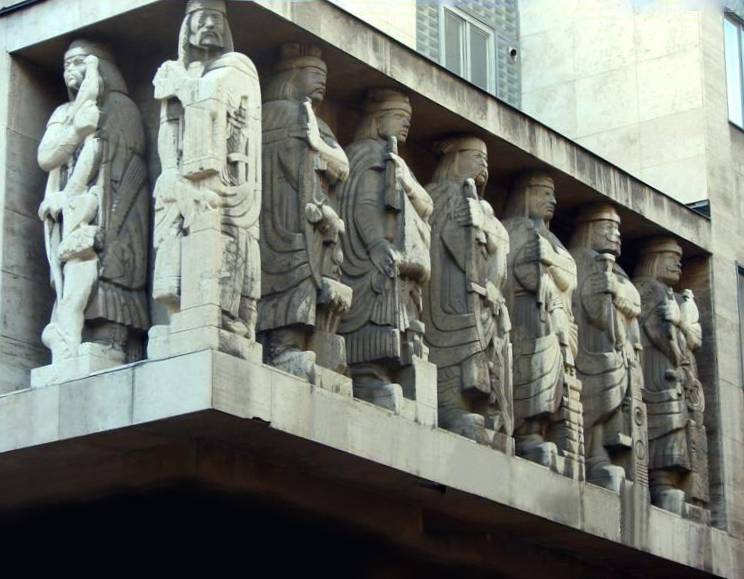
Dob utcai Postapalota főbejárat feletti szoborcsoport 1940
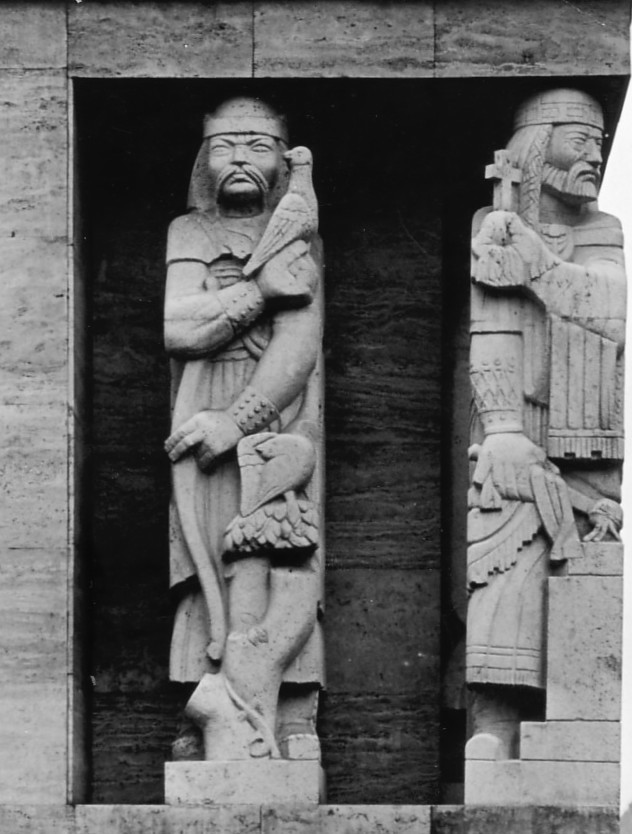
Dob utcai Postapalota, főbejárat feletti szoborcsoport részlete
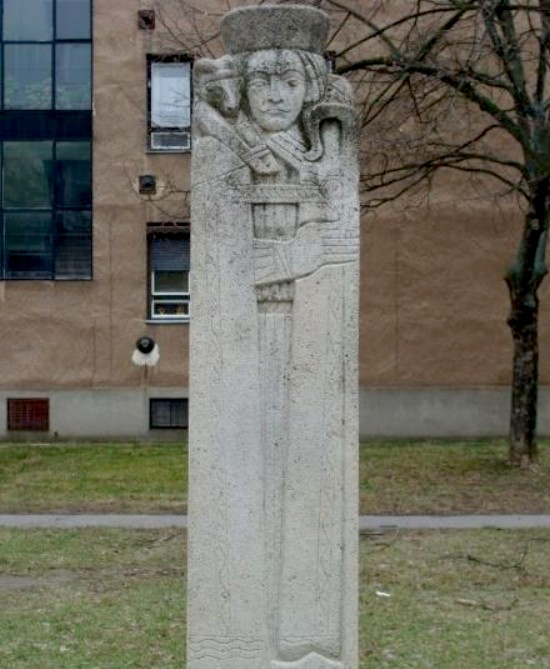
Debrecen. Lékai János tér. Pásztorkút 1980